# IBZ Berlin

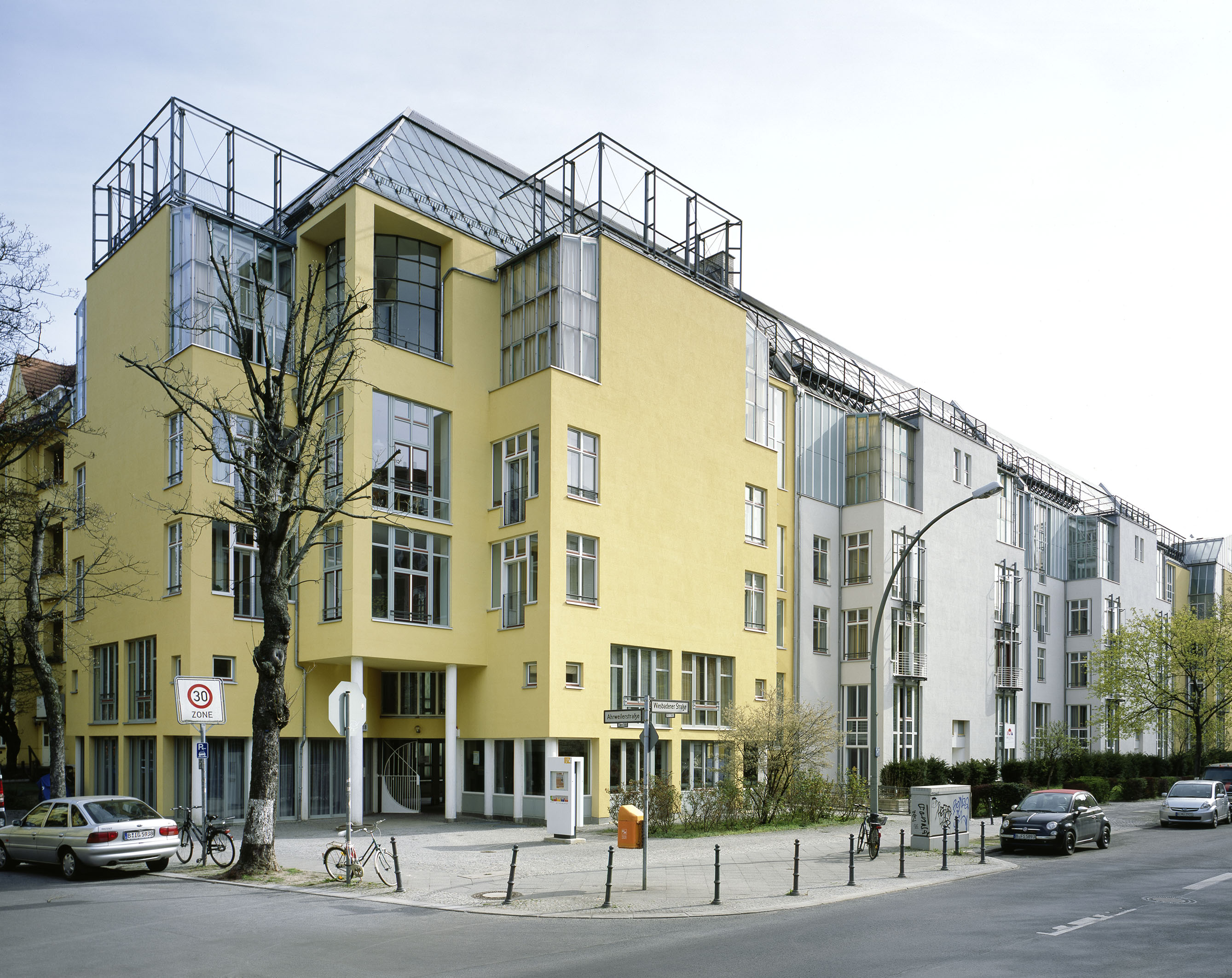
IBZ Berlin

Das Internationale Begegnungszentrum der Wissenschaft (IBZ Berlin) ist ein Wohnhaus für ausländische Gastwissenschaftler der Freien Universität Berlin, der Max-Planck-Gesellschaft sowie der Stipendiaten der Alexander von Humboldt-Stiftung. Es befindet sich an der Wiesbadener Straße im Berliner Ortsteil Wilmersdorf. Das IBZ Berlin ist Gründungsmitglied des Verbunds der Internationalen Begegnungszentren der Wissenschaft, einem Zusammenschluss von IBZ und hochschulnahen Gästehäusern in Deutschland. Die Finanzierung des rund 25 Millionen Mark (kaufkraftbereinigt in heutiger Währung: rund 28,5 Millionen Euro) teuren Gebäudes unterstützten die Alexander von Humboldt-Stiftung, die Volkswagenstiftung sowie das Land Berlin. Von 2010 bis 2011 wurde das Gebäude mit finanzieller Hilfe des Bundesministeriums für Bildung und Forschung sowie der Alexander von Humboldt-Stiftung behutsam energetisch saniert. 
Die Einrichtung wird von einem Verein, dem Internationalen Begegnungszentrum der Wissenschaft e. V.,  betrieben, dessen Träger neben Privatpersonen und kleinen Institutionen die Freie Universität Berlin und die Max-Planck-Gesellschaft sind. Aufgabe des IBZ e. V. ist die Förderung des wissenschaftlichen und künstlerischen Gedankenaustausches von internationalen Wissenschaftlern und Künstlern und ihren deutschen Kollegen. Dazu veranstaltet der Verein im IBZ Vortragsreihen, Konzerte und Seminare für die Bewohner und Gäste.

## Geschichte der IBZ
Die Idee der Internationalen Begegnungszentren für deutsche und ausländische Wissenschaftler wurde in den 1950er Jahren auf Initiative der Alexander von Humboldt-Stiftung entwickelt und folgte damit US-amerikanischen Vorbildern von auf dem Universitätscampus gelegenen Apartmenthäusern für Akademiker. 
Zeichnen sich die amerikanischen Vorbilder durch ihre die Nähe zum Campus aus, war die Situation in Berlin deutlich anders: Das vom Land Berlin zur Verfügung gestellte Grundstück einer Laubenkolonie lag verkehrsgünstig an der U-Bahn-Linie Richtung Dahlem – wo die meisten Institute der Freien Universität beheimatet sind –, und ist dennoch einige Kilometer vom Campus entfernt. Hochschulnahe Einrichtungen als Begegnungsräume für Gastwissenschaftler standen außerdem nicht zur Verfügung und wurden deshalb für das IBZ Berlin neu entwickelt.

## Architektur des IBZ Berlin
Auf den ersten Blick sieht das 1979–1983 vom Münchner Architekten Otto Steidle errichtete Gebäude mit 78 Wohnungen unterschiedlicher Größe und unterschiedlichen Zuschnitts wie ein typisches Berliner Mietshaus aus. Bei genauem Hinsehen fallen jedoch bautypologische Besonderheiten auf: Vor allem die Räume für Begegnung mit anderen Mietern, für Kommunikation und für das Miteinanderwohnen, die den klassischen Wohnmietshäusern meist fehlen, gibt es im IBZ Berlin reichlich: Die Begegnungsräume reichen von einem Clubraum im Erdgeschoss, über eine öffentliche Bibliothek, einen Fitnessraum, einen Billardraum, über Gemeinschaftsküchen bis hin zu einem großen Veranstaltungsraum im obersten Stockwerk.
Die 78 Wohnungen im IBZ Berlin teilen sich wie folgt auf:
- 17 Einzelapartments mit 38–47 m²
- 19 Zweizimmerwohnungen mit 48–57 m²
- 11 Dreizimmerwohnungen mit 64–77 m²
- 30 Vierzimmerwohnungen mit 86–116 m²
- 01 Fünfzimmerwohnung mit 115 m²

Die kleinen Apartments und Wohnungen liegen im vorderen Bereich des Hauses zur Ahrweilerstraße. Ihnen sind drei Gemeinschaftsküchen zugeordnet, die bei Bedarf von den Bewohnern genutzt werden können, und sie dienen der Begegnung vor allem der allein lebenden Hausbewohner mit ihren Nachbarn. 
Die Überzeugung von Steidle lautete: „Nicht das Haus bestimmt die Stadt, sondern die Stadt bestimmt das Haus“. Dementsprechend entwickelte er den Bau aus der Umgebung des Rüdesheimer Platzes, des zu Beginn des 20. Jahrhunderts entstandenen Rheingauviertels heraus. Damit wollte er sicherstellen, dass das Haus verbindend in das gewachsene Stadtquartier hineinwirkt, ohne auf den gestalterischen Anspruch zu verzichten, gänzlich neue Räume zu schaffen.
Das Gebäude wurde 2023 in die Berliner Denkmalliste aufgenommen.

## Architekturwettbewerb für das IBZ Berlin
Im Jahr 1978 wurde ein Wettbewerb ausgelobt. In der Jury saßen prominente Architekten wie Erich Schneider-Wessling, der Kölner Gottfried Böhm, der schweizerische Architekt Hans Müller, der Architekturhistoriker Julius Posener und der Publizist Rolf Rave. Eingeladene Teilnehmer waren außerdem die Berliner Architekturbüros von Hinrich Baller, Winnetou Kampmann, Manfred Schiedhelm und das Planungskollektiv Nr. 1. 
Das vorgegebene und weitgehend realisierte Raumprogramm sah 78 Wohnungen vor, davon 16 Einzelapartments, 19 Zweizimmerwohnungen, 12 Dreizimmerwohnungen, 28 Vierzimmerwohnungen und drei Fünfzimmerwohnungen. Ein Drittel der Wohnungen sollte anderen zugeschaltet werden können. Der Begegnungsbereich sollte einen Saal, zwei Clubräume und Teeküchen umfassen. Zudem war eine Tiefgarage vorgesehen. Durchaus innovativ für diese Zeit war der Wunsch nach weitergehenden Überlegungen zur Energieeinsparung über die seinerzeit gültige Wärmeschutzverordnung hinaus. 
Die Jury würdigte die konsequente Weiterentwicklung der bauhistorischen Gegebenheiten und die gestalterischen Prinzipien des Wettbewerbsbeitrages von Steidle. Gelobt wurde der Siegerentwurf auch für seine Erschließung über einen hofseitigen Treppenweg und für die daraus entstehenden Grundrissstrukturen. Die Begegnungsräume wurden als modellhaft für eine solche Bauaufgabe gewürdigt, obgleich die Flächenzahlen um das Doppelte überschritten wurden: „Urbanität lässt sich als unabhängige Beziehung und Wechselwirkung zwischen Öffentlichkeit und Privatheit definieren. Für diese Wechselwirkung kommt den Grenzbereichen, den Übergangsbereichen vom eigenen Raum zum allgemeinen Raum, vom Individuellen zum Kollektiven besondere Bedeutung zu. Die Zuordnung von Wohn-, Erschließungs- und gemeinschaftlich nutzbaren Bereichen mit ihren Grenzen und Übergängen und ihre gestalterische und funktionale Ausbildung bestimmen den kommunikativen Charakter der Gebäude.“ Zur Überarbeitung gegeben wurden jedoch eventuelle bauordnungsrechtliche Mängel wie beispielsweise die fehlenden notwendigen Treppenhäuser.
Vor allem dem diagonalen, überdachten Treppenweg (Laubentreppe) kommt eine wesentliche Funktion zu, verbindet er doch alle Hausabschnitte miteinander und bildet mit seinen Laubengängen und Aufenthaltsbereichen den hausbezogenen öffentlichen Raum. Der hofseitige Weg beginnt am zentralen Eingang zur Wiesbadener Straße mit Vermietungsbüro und ehemaligen Galerieraum (heute: Club) und streckt sich bis zum fünften Obergeschoss empor. Während zur Hausseite des Treppenweges sämtliche Wohnungen erschlossen werden, befinden sich zur Hofseite der Anlage zusätzliche Gemeinschaftsbereiche wie Bibliotheks- und Sporträume sowie ein Kinderraum (heute: Büro).

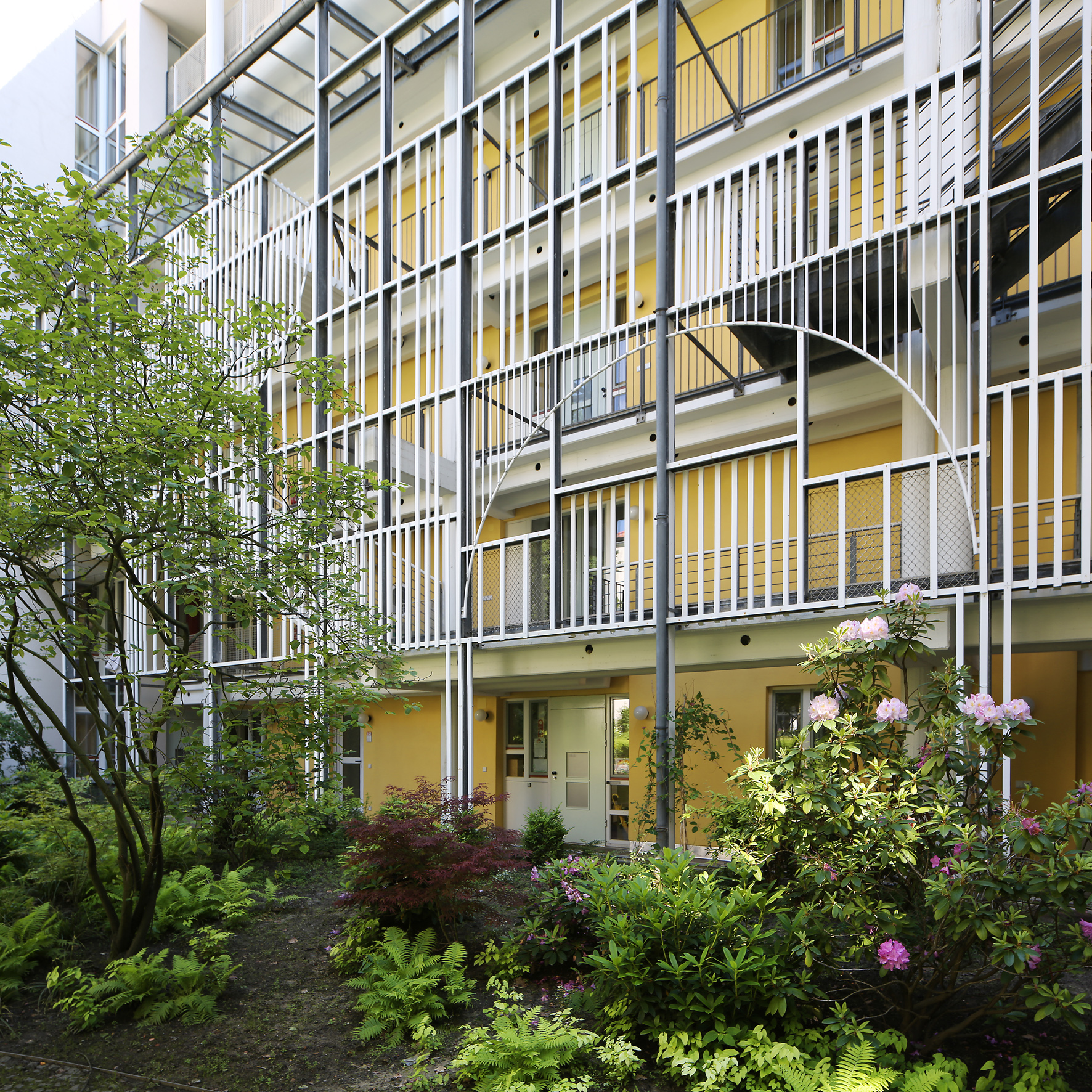
IBZ Berlin Rankgerüst zum Hof

Der durch ein Rankgerüst abgeschirmte Treppenweg schafft Vertrautheit und Schutz. Das Gerüst wurde vom Berliner Künstler Erich Wiesner geschaffen, der auch das Farbkonzept für das Gebäude entwarf. Mit dem Treppenweg gestaltete Steidle für die Hausgemeinschaft einen kommunikativen und bewohnbaren Raum als Angebot für die Benutzer. „Bewohnbare Bauten sind nicht nur Wohnhäuser, vielmehr alle Strukturen, die unter anderem auch Qualitäten des Wohnens beinhalten“, erklärt Steidle und richtet seine Architektur „gegen das rein Funktionalistische und gegen eine Architektur des Spezifischen“.

## Die Grünanlagen des IBZ Berlin
Das Grünkonzept des IBZ Berlin, für das Peter Latz verantwortlich ist, bezieht sich im Wesentlichen auf drei Bereiche: auf die Vorgärten, den Hofgarten und das Dach. Die Vorgärten nehmen Bezug auf den historischen Bestand des Rüdesheimer Platzes. Dasselbe gilt auch für das straßenseitige Rankgerüst, das allerdings bei Fassadenarbeiten Anfang des 21. Jahrhunderts entfernt wurde und laut Betreiber in den nächsten Jahren in Kooperation mit Erich Wiesner in modifizierter Weise wieder errichtet werden soll. 
Die straßenseitigen Eingänge der jeweiligen Häuser werden durch paarweise angeordnete Bäume hervorgehoben. Im Hofgarten dominieren zum Treppenweg parallel verlaufende Wege, wobei einige Teile im Laufe der Zeit überformt wurden und heute nicht mehr erkennbar sind. Zudem wechseln sich Hochbeete, Flächen für Schattengewächse, Kunst- und Rasenflächen ebenso ab, wie hohe Solitärbäume entlang der Grundstücksgrenze und niedrige Gehölze zur Hausfassade. 

## Unvollendeter Dachgarten
Die gewaltige verglaste Dachfläche des IBZ war als gemeinschaftlicher Dachgarten konzipiert und sollte auch der Nachbarschaft offenstehen. So sollte die verschwundene Laubenkolonie kompensiert werden. Zudem waren zu beiden Seiten des Daches für die Hausgemeinschaft Terrassen vorgesehen. Während die Terrassen teilweise begrünt wurden, blieb der Dachgarten – obgleich alle Voraussetzungen geschaffen sind – bis heute unrealisiert.

## Bemerkenswerte Grundrisse
Auch die Wohngrundrisse des Gebäudes sind eine Besonderheit, weil keiner dem anderen gleicht: Die Wohnräume sind offen und sehr transparent gestaltet und haben meist einen dreifach belichteten Erker nach Süden. Die Schlafräume sind kleiner und geschlossener gefasst, bieten aber durch raumhohe Glasabtrennungen Sichtbeziehungen zum jeweiligen Wohnraum. In den großen Wohnungen finden sich außerdem Stauräume, die als Kammer oder Abstellräume nutzbar sind. Während in der Grundrissaufteilung eher amerikanische bzw. skandinavische Vorbilder erkennbar sind, ist es in der Ausstattung der Wohnungsbau der 1920er Jahre und die Berliner Taut-Schule. Die Gestaltung der Türen und Fenster, die verglasten Windfänge und die Treppen in den Maisonette-Wohnungen erinnern sehr an den sozialen Wohnungsbau der Klassischen Moderne der Weimarer Republik, die in Berlin inzwischen zum UNESCO-Weltkulturerbe zählt. 
Obgleich die Ausstattung und Möblierung in allen Wohnungen weitgehend gleich ist, wird durch die variantenreiche Ausgestaltung des Grundrisses die Individualität eines jeden Gastes innerhalb einer demokratischen Hausgemeinschaft betont. Die Voraussetzungen, so der theoretische Ansatz, sind ähnlich und vorgegeben. Auf der Grundlage der gemeinsamen Voraussetzungen entwickeln und reifen jedoch ganz eigene persönliche Individuen, die sich ausgestalten und unterschiedliche Lebensräume bevorzugen. Im Unterschied zu vielen anderen IBZ findet sich im Berliner Haus eine Vielzahl von großen Wohnungen, die es gerade Akademikerfamilien ermöglicht mitzureisen. Die Zahl der Kinder im IBZ Berlin ist deshalb seit Gründung des Hauses entsprechend hoch.

## Streit um Kleingärten
Die geplante Räumung der Laubenkolonie war, wie nicht selten in Berlin, mit heftigen Protesten verbunden. Die Parzellenbesitzer hatten über Jahrzehnte das zentral gelegene Grundstück genutzt, und auch die Anwohner hatten die Grünfläche ins Herz geschlossen. Die Entstehung einer Laubenkolonie an der prominenten Ecke war nur möglich, weil das Grundstück zu den wenigen Flächen im Rheingauviertel gehörte, die seit Gründung des Wohnviertels unbebaut blieben und sich im Besitz des Landes Berlin befanden. Die beiden Weltkriege hatten eine Parzellierung, Veräußerung und Bebauung stets verhindert.